# Télévision centrale soviétique
 (mai 2018).
Si vous disposez d'ouvrages ou d'articles de référence ou si vous connaissez des sites web de qualité traitant du thème abordé ici, merci de compléter l'article en donnant les références utiles à sa vérifiabilité et en les liant à la section « Notes et références ».
La télévision centrale soviétique (en russe : Центральное телевидение СССР, ЦТ СССР, Tsentral'noe televidenie SSSR) était l'entreprise d'État chargée de la télévision en Union soviétique. Elle a existé du 9 mars 1938 au 27 décembre 1991. 
La tour Ostankino est le centre principal de la télévision soviétique et russe. La construction de la tour a commencé en 1963 et s'est terminée en 1967 est une tour autoportante de radio-télédiffusion située à Moscou en Russie. Elle culmine à 540 m et a été conçue par Nikolaï Nikitine. Elle est actuellement la troisième plus haute tour autoportante du monde et diffuse les programmes de quinze chaînes de télévision, quinze chaînes de radio ainsi que des canaux de TV par satellite (retransmission sur le réseau hertzien).
Comme une grande part des médias soviétiques la télévision centrale soviétique était un instrument de propagande du Parti communiste de l'Union soviétique. 
Initialement, la TST SSSR faisait partie du ministère de la Culture de l'URSS, puis s'est appelée la Gosteleradio. Les premières diffusions ont été réalisées au milieu des années 1930 mais furent interrompues en 1941 à la suite de l'invasion allemande et la Grande Guerre patriotique. En 1949, la Première chaîne centrale fut créée, et le 14 février 1956 est née la Deuxième chaîne. La Troisième chaîne a été créée le 29 mars 1965 mais diffusait seulement à Moscou, en effet il fallut attendre 1982 pour que celle-ci diffuse dans la totalité de l'URSS. Le 10 octobre 1967 fut inaugurée la Quatrième chaîne ainsi que le passage en couleur de certaines programmations. 
En 1991, peu avant l'effondrement de l'Union soviétique, la CT SSSR se disloque pour devenir quatre chaînes dont deux privées.

## Zone de diffusion
Le principal problème de transmission était la diffusion : l'Union soviétique était un pays immense et ce n'était pas facile de diffuser dans tout le territoire national. Il a fallu attendre les années 1980 et la création de la télévision satellite pour que le problème soit réglé. 
La Deuxième chaîne n'était visible que dans les quartiers de grandes villes où sont situés les sièges des instances du parti et il a fallu attendre le début de la Perestroïka pour qu'elle soit visible sur le territoire soviétique. 
Dans le cadre de la Glasnost, toutes les chaînes ont vu disparaître la censure.

## Programmes
La programmation était presque essentiellement formé d'un ensemble de plusieurs journaux télévisés (baptisés Vremia qui signifie « Temps ») ainsi que des programmes d'approfondissement de l'information et de documentaires. Il y avait aussi des musiques militaires de propagande et de la musique classique qui meublait les programmes.

## Début des programmes
La première chaîne débutait la diffusion de ses programmes le matin, cela commençait par l'apparition d'une mire avec de la musique, ensuite la chaîne diffusait l'Hymne de l'Union soviétique accompagné d'une vue panoramique sur la ville de Moscou, la capitale de l'Union Soviétique. 

## Fin des programmes
La chaîne finissait ses programmes à minuit par l'apparition de l'hymne soviétique, à la fin de l'hymne, un message clignotant (Не забудьте выключить телевизор ! - N'oubliez pas d'éteindre votre télévision !) accompagnait d'un bip aigu s'affichait sur l'écran de télévision. À la fin du message, une mire apparaissait, et l'écran s'éteignait.